# Клей-Бенкс (Вісконсин)
Клей-Бенкс (англ. Clay Banks) — місто (англ. town) в США, в окрузі Дор штату Вісконсин. Населення — 385 осіб (2020).

## Демографія
Згідно з переписом 2010 року, у місті мешкали 382 особи в 167 домогосподарствах у складі 115 родин. Було 255 помешкань
Расовий склад населення:
| - 98,4 % — білих - 0,3 % — чорних або афроамериканців - 0,3 % — азіатів |

До двох чи більше рас належало 1,0 %. Частка іспаномовних становила 0,3 % від усіх жителів.
За віковим діапазоном населення розподілялося таким чином: 19,1 % — особи молодші 18 років, 57,9 % — особи у віці 18—64 років, 23,0 % — особи у віці 65 років та старші. Медіана віку мешканця становила 51,1 року. На 100 осіб жіночої статі у місті припадало 103,2 чоловіків;  на 100 жінок у віці від 18 років та старших — 104,6 чоловіків також старших 18 років.
Середній дохід на одне домашнє господарство  становив 79 914 долари США (медіана — 66 875), а середній дохід на одну сім'ю — 87 154 долари (медіана — 77 500). Медіана доходів становила 54 464 долари для чоловіків та 39 063 долари для жінок. За межею бідності перебувало 1,1 % осіб, у тому числі 0,0 % дітей у віці до 18 років та 1,1 % осіб у віці 65 років та старших.
Цивільне працевлаштоване населення становило 174 особи. Основні галузі зайнятості: виробництво — 24,7 %, освіта, охорона здоров'я та соціальна допомога — 23,0 %, роздрібна торгівля — 10,3 %, фінанси, страхування та нерухомість — 9,2 %.